# Lacoma (metropolitana di Madrid)
Lacoma è una stazione della linea 7 della metropolitana di Madrid.
Si trova sotto alla Calle Riscos de Polanco, nel distretto di Fuencarral-El Pardo.

## Storia
La stazione fu inaugurata il 29 marzo 1999.

## Accessi
Vestibolo Lacoma
- Ramón Gómez de la Serna Calle Ramón Gómez de la Serna, 33
- Riscos de Polanco Calle Riscos de Polanco, 2
- Ascensor (Ascensore) Calle Riscos de Polanco, 2